# Messier 84
A Messier 84 (más néven M84, vagy NGC 4374) egy lentikuláris galaxis a Szűz csillagképben.

## Felfedezése
Az M84 galaxist Charles Messier francia csillagász fedezte fel, majd katalogizálta 1781. március 18-án.

## Tudományos adatok
Az M84 a Virgo-halmaz tagja. Több szupernóvát is észleltek már a galaxisban:
- SN 1957B
- SN 1980I
- SN 1991bg

## Megfigyelési lehetőség
Könnyen megtalálható, mivel a Denebola (β Leonis) és a Vindemiatrix (ε Virginis) csillagok között éppen félúton fekszik. A Messier 86, NGC 4435, NGC 4438, NGC 4458, NGC 4461, NGC 4473 és NGC 4477 galaxisokkal együtt alkotja a Markarjan-láncot.